# Andalusit
Das Mineral Andalusit ist ein häufig vorkommendes Inselsilikat aus der Gruppe der Alumosilikate und hat die Endgliedzusammensetzung Al2[O|SiO4].
Andalusit kristallisiert mit orthorhombischer Symmetrie und entwickelt meist prismatische Kristalle mit quadratischem Querschnitt, aber auch faserige, körnige oder massige Aggregate in variierenden Farbtönen wie Rot, Rosa, Graubraun, Gelb oder Grün. Seine Mohshärte liegt zwischen 6,5 und 7,5, seine Dichte beträgt etwa 3,2 g/cm³. Die Strichfarbe ist Weiß.
Andalusit ist ein typisches Mineral der Kontaktmetamorphose tonhaltiger Sedimente und ist in den Kontaktaureolen zahlreicher magmatischer Intrusionen weltweit nachgewiesen worden. Selten bildet sich Andalusit magmatisch in Pegmatiten, wo die Kristalle Edelsteinqualität erreichen können.

## Etymologie und Geschichte
Andalusit tritt weltweit in meist kohlenstoffreichen Glimmerschiefern auf. Beim Wachstum der oft mehrere Zentimeter großen, meist grauweißen oder rosa bis beigefarbenen Kristalle konzentriert sich der Kohlenstoff (oft Graphit) in schmalen Zonen der Kristalle und formt ein deutlich sichtbares, schwarzes Kreuz auf Querschnitten der quadratisch prismatischen Kristalle. Diese Andalusit-Varietät Chiastolith hat sicher weltweit die Neugier der Menschen erregt. In Westeuropa gehört Plinius der Ältere vermutlich zu den ersten, der in seiner Naturalis historia mit dem „aegiptilla“-Stein ein Mineral beschreibt, dass dem Chiastolith ähnelt.

### Lapis crucifer - Kreuzstein
In Westeuropa wurde Chiastolith als lapis crucifer im 16. Jahrhundert bekannt. Bis zum 18. Jahrhundert war die Gegend um Santiago de Compostela der einzige bekannte Herkunft dieser Kreuzsteine. Sie wurden wahrscheinlich von Wanderverkäufern von verschiedenen Fundorten in Galicien oder Asturien nach Compostella gebracht. Dort wurden sie weiter verarbeitet und an christliche Pilger verkauft, die das Mineral als Souvenir von ihren Pilgerreisen mit brachten. So fand es Eingang in die Wunderkammern und Naturalienkabinette der Klöster, Adelshäuser und reichen Bürger.

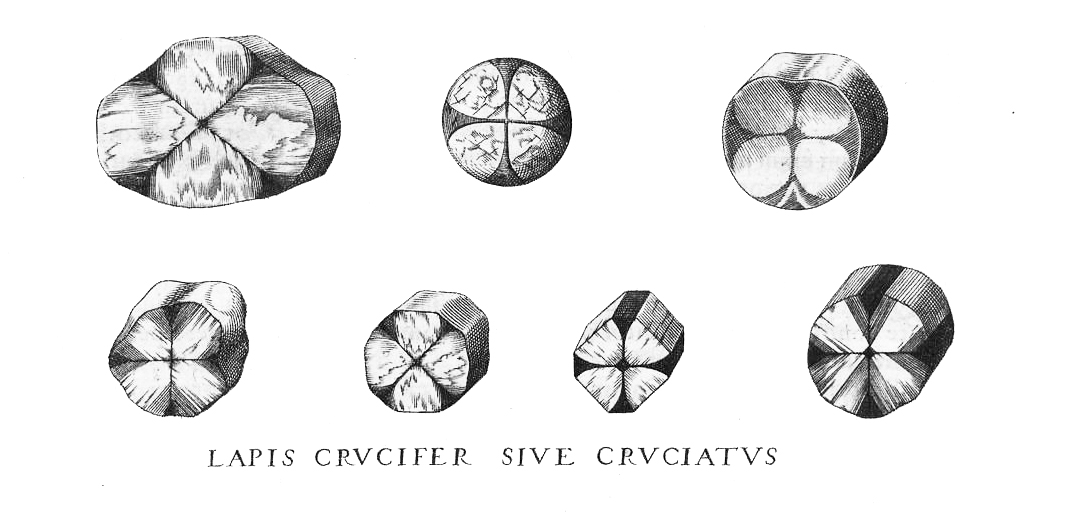
Lapis Crucifer (Chiastolith) der Metallothek des Vatikans, Stich von Antonius Eisenhoit, angefertigt zwischen 1572 und 1581, publiziert 1717

So begann der Arzt und Reisebegleiter des Kardinals Ippolito Aldobrandini Michele Mercati di Samminiato in einer Abteilung für Heilpflanzen des Botanischen Gartens des Vatikans Steine zu sammeln. Aus dieser Sammlung erwuchs unter den Päpsten Pius V. und Gregor XIII. die „Metallothek“ des Vatikans, und Mercati begann einen umfangreichen Katalog zu erstellen. Hierin beschrieb er unter anderem den lapis crucifer und listet die ihm zugeschriebenen Heilwirkungen auf: Vertreibt Dämonen, heilt jegliches Fieber und verhindert Blutverlust. Für Illustrationen beauftragte er den deutschen Graveur Antonius Eisenhoit, der von 1572 bis 1581 Stichtiefdrucke anfertigte, darunter die wohl ersten überlieferten Darstellungen des „lapis cruciatur“ Mercati starb 1593, das Museum wurde aufgegeben und die Sammlung verschwand ebenso wie das handschriftliche Manuskript samt Druckplatten. Letzteres tauchte rund 75 Jahre später bei Charles Dati in Florenz wieder auf, wurde von Papst Clemens XI. erworben und 1717 publiziert.
In der Zwischenzeit wurden einige weitere Beschreibungen des lapis crucifer veröffentlicht. So verfasste der Leibarzt von Rudolf II. (HRR), Anselmus de Boodt, die erste systematische Abhandlung über Mineralogie, deren erste Ausgabe 1609 veröffentlicht wurde. Darin enthalten ist die erste eindeutige und detaillierte Beschreibung des „lapis crucifer“, den er wegen der prismatischen Form der Kristalle zur Gruppe der „fossilen Hörner“ rechnet. Ebenso vermerkte er die gleichen Heilwirkungen wie bereits Michele Mercati, was vermuten lässt, dass entweder de Boodt das Manuskript von Mercati kannte, oder umgekehrt.
Die erste gedruckte Abbildung eines Chiastolith publizierte Johannes de Laet 1647 in seinem Buch De Gemmes et Lapidibus. Darin betont er die Identität mit dem „lapis crucifer“ von de Boodt und die Ähnlichkeit mit dem „aegiptilla“-Stein aus der Naturalis historia von Plinius dem Älteren, die de Laet herausgegeben hatte.
Bartolomeo Ambrosini, Leiter des städtischen Museums von Bologna, gab 1648 das Musaeum Metallicum des 1605 verstorbenen Arztes und Naturforschers Ulisse Aldrovandi heraus. Hierzu hatte sich der Senat von Bologna verpflichtet, als Aldrovandi seine umfangreiche Sammlung der Stadt vermacht hatte. Im Musaeum Metallicum beschreibt Aldrovandi einen staurolithos (nach dem griechischen Wort für Kreuz), der dem „lapis crucifer“ von de Boodt gleicht.
Die erste Beschreibung eines Vorkommens des Kreuzsteins außerhalb Europas beschreibt der französische Paulaner-Pater und Geograph Louis Feuillée 1714. Als Teilnehmer einer Expedition des Marineministeriums von Ludwig XIV. bereiste er die Westküste Südamerikas und dokumentierte das Vorkommen des Kreuzsteins im Rio de las Cruces, einem Nebenfluss des Rio Laraquete in der Nähe von Concepción in Chile. Er sah darin ein Zeichen für den Willen Gottes, die gesamte Menschheit auf allen Kontinenten zum christlichen Glauben zu bekehren.

### Macle, Staurolithe, Andalusite und Chiastolith

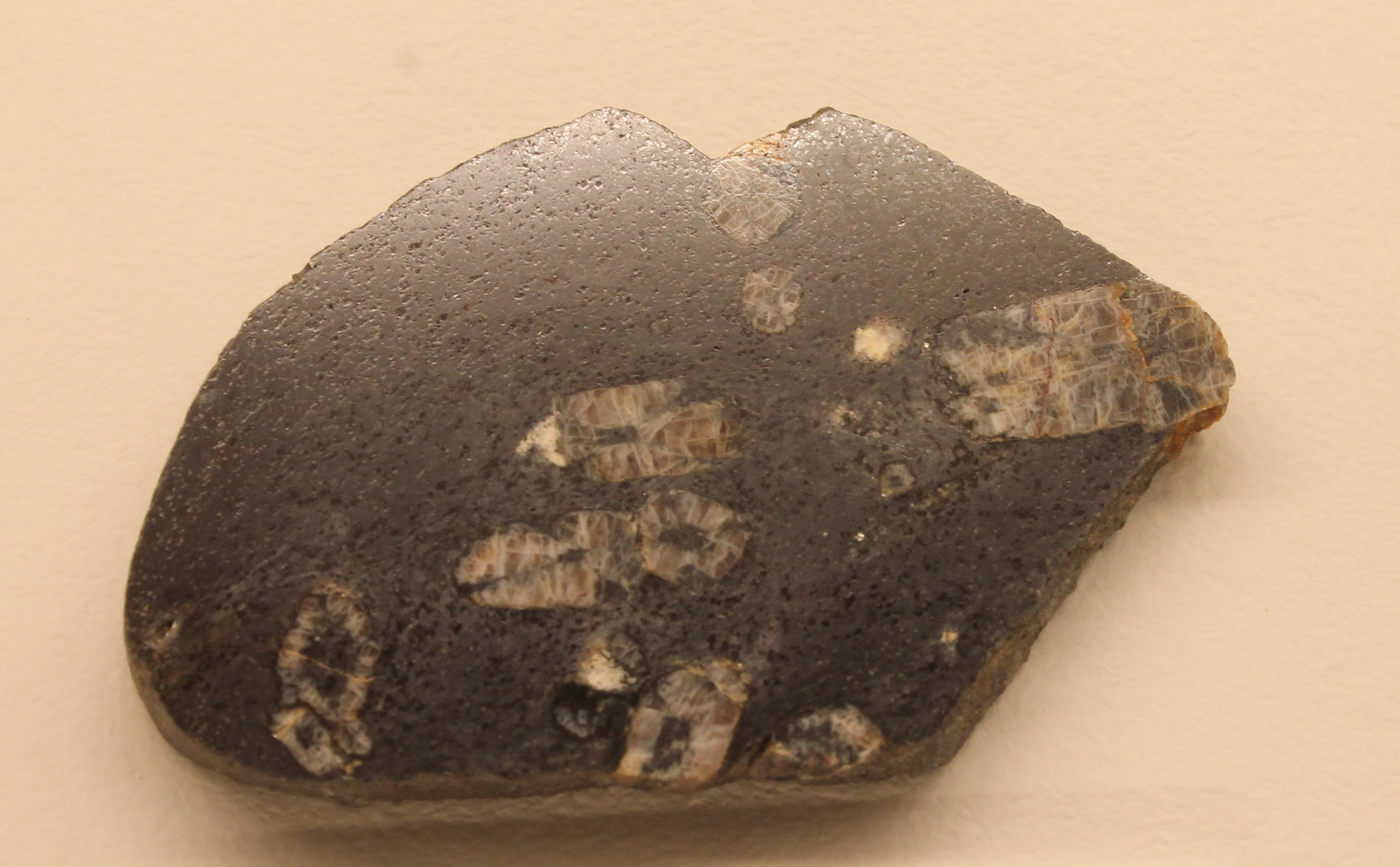
Macle (Andalusit) aus Salles de Rohan, Morbihan, Bretagne

Bis zum 19. Jahrhundert wurden Minerale nur nach ihren äußeren Merkmalen klassifiziert. Verschiedene Minerale wurden so mit dem gleichen Namen versehen und ein Mineral konnte für verschiedene Fundorte unterschiedliche Namen erhalten.
Robien beschreibt 1751 prismatische Kristalle mit quadratischem Querschnitt, der ein bläuliches Kreuz zeigt, aus den schwarzen Schiefern der Salles de Rohan in der heutigen Gemeinde Perret im Département Morbihan der Bretagne. Wegen der Form der Querschnitte, die ihn an die Form des heraldischen „macle“ oder „mascle“ erinnerten, einer Losange (Raute) aus dem Wappen des Hauses Rohan, nannte er diese Form des Kreuzsteines Macle. Weiterhin beschreibt er einen anderen Kreuzstein aus Baud (Morbihan) in der Bretagne als Vereinigung zweier Prismen in Form eines Kreuzes, den man heute als Staurolith kennt.
Auch Antoine-Joseph Dezallier d’Argenville zeigt 1755 in seiner L’Histoire naturelle Abbildungen dieser beiden Kreuzsteine.
Axel Frederic Cronstedt wiederum hält 1758 den „baselsk tauffstein“ aus Basel (Schweiz), eine Vereinigung zweier sechseckiger Prismen, die ein Kreuz bilden (Staurolith, der in der Gegend vorkommt), für das gleiche Mineral wie der Kreuzstein, den Pilger aus Compostella mit brachten (Chiastolith).
Den Namen Andalusit führte Jean-Claude Delamétherie 1798 ein, als er ein prismatisches, braunes Mineral beschrieb, dass er nach seinem vermeintlichen Fundort in Andalusien benannte. Die zu der Zeit in Paris vom Mineralienhändler Launoy vertriebenen Exemplare stammten wahrscheinlich aus Kastilien und François Sulpice Beudant nennt 1832 El Cardoso de la Sierra in der Provinz Guadalajara in Kastilien (Kastilien-La Mancha) als Fundort dieser Andalusite.
Der von Robien für den Lapis Crucifer eingeführte Name Macle hatte sich auch als Oberbegriff für orientierte Verwachsungen (Zwillinge) von Kristallen durchgesetzt. Um diese Doppelbelegung des Begriffs aufzulösen, führte Dietrich Ludwig Gustav Karsten im Jahr 1800 für diesen Kreuzstein den Namen Chiastolith ein, in Anlehnung an die Form des griechischen Buchstabens Chi.
Im 19. Jahrhundert setzt sich die Ansicht durch, dass Chiastolith (Macle) eine Varietät von Andalusit ist. Beudant führt 1824 in seiner Traité élémentaire de minéralogie Zwilling (Macle) als Synonym von Andalusit. Charles T. Jackson analysierte 1834 Chiastolithe aus Lancaster und findet eine gute Übereinstimmung der Zusammensetzung von Chiastolith mit älteren Analysen von Andalusit. Bestätigt wurde dies durch chemische Analysen und Bestimmung der physikalischen Eigenschaften von Andalusit und Chiastolith durch Robert Wilhelm Bunsen 1839.
Die Struktur klärte William Hodge Taylor 1929 auf. Bestätigt und verfeinert wurde diese Struktur 1961 von Charles W. Burnham und M. J. Burger.

## Klassifikation
Die strukturelle Klassifikation der International Mineralogical Association (IMA) zählt den Andalusit zur Andalusit-Gruppe, zusammen mit den Arsenaten Adamin, Auriacusit, Evenit, Olivenit, Zincolivenit, den Phosphaten Libethenit, Zincolibethenit und dem Silikat Kanonait.
Bereits in der veralteten 8. Auflage der Mineralsystematik nach Strunz gehörte der Andalusit zur Mineralklasse der „Silikate und Germanate“ und dort zur Abteilung der „Neso-Subsilikate“, wo er zusammen mit Kyanit und Sillimanit sowie im Anhang mit Mullit und Yoderit die „Al2SiO5-Gruppe“ mit der System-Nr. VIII/A’.02 bildete.
Im zuletzt 2018 überarbeiteten und aktualisierten Lapis-Mineralienverzeichnis nach Stefan Weiß, das sich aus Rücksicht auf private Sammler und institutionelle Sammlungen noch nach dieser alten Form der Systematik von Karl Hugo Strunz richtet, erhielt das Mineral die System- und Mineral-Nr. VIII/B.02-020. In der „Lapis-Systematik“ entspricht dies der Abteilung „Inselsilikate mit tetraederfremden Anionen“, wo Andalusit zusammen mit Boromullit, Kanonait, Kyanit, Mullit, Sillimanit, Topas und Yoderit die unbenannte Gruppe VIII/B.02 bildet.
Die von der International Mineralogical Association (IMA) zuletzt 2009 aktualisierte 9. Auflage der Strunz’schen Mineralsystematik ordnet den Andalusit in die allgemeinere Abteilung der „Inselsilikate (Nesosilikate)“ ein. Diese ist allerdings weiter unterteilt nach der möglichen Anwesenheit zusätzlicher Anionen und der Koordination der beteiligten Kationen, so dass das Mineral entsprechend seiner Zusammensetzung in der Unterabteilung „Inselsilikate mit zusätzlichen Anionen; Kationen in [4]er-, [5]er- und/oder nur [6]er-Koordination“ zu finden ist, wo es als Namensgeber die „Andalusitgruppe“ mit der System-Nr. 9.AF.10 und dem weiteren Mitglied Kanonait bildet.
Auch die vorwiegend im englischen Sprachraum gebräuchliche Systematik der Minerale nach Dana ordnet den Andalusit in die Klasse der „Silikate und Germanate“ und dort in die Abteilung der „Inselsilikate: SiO4-Gruppen und O, OH, F und H2O“ ein. Hier ist er zusammen mit Kanonait und Yoderit in der „Al2SiO5 (Andalusit-Untergruppe)“ mit der System-Nr. 52.02.02b innerhalb der Unterabteilung „Inselsilikate: SiO4-Gruppen und O, OH, F und H2O mit Kationen in [4] und >[4]-Koordination“ zu finden.

## Chemismus
Das Alumosilikat Andalusit hat die Endgliedzusammensetzung [6]Al[5]Al[4]SiO4O, worin in Eckigen Klammern die Koordinationszahl der Kationen angegeben ist. Andalusit bildet eine lückenlose Mischkristallreihe mit Kanonait, entsprechend der Austauschreaktion
- [6]Al3+ = [6]Mn3+ (Kanonait),[17][7]

was dem Andalusit eine grüne Farbe verleiht.
In geringem Umfang kann Aluminium durch dreiwertiges Eisen ersetzt werden,
- [6]Al3+ = [6]Fe3+,[18][17][7]

was die typische braune Färbung von Andalusit verursacht.

## Kristallstruktur

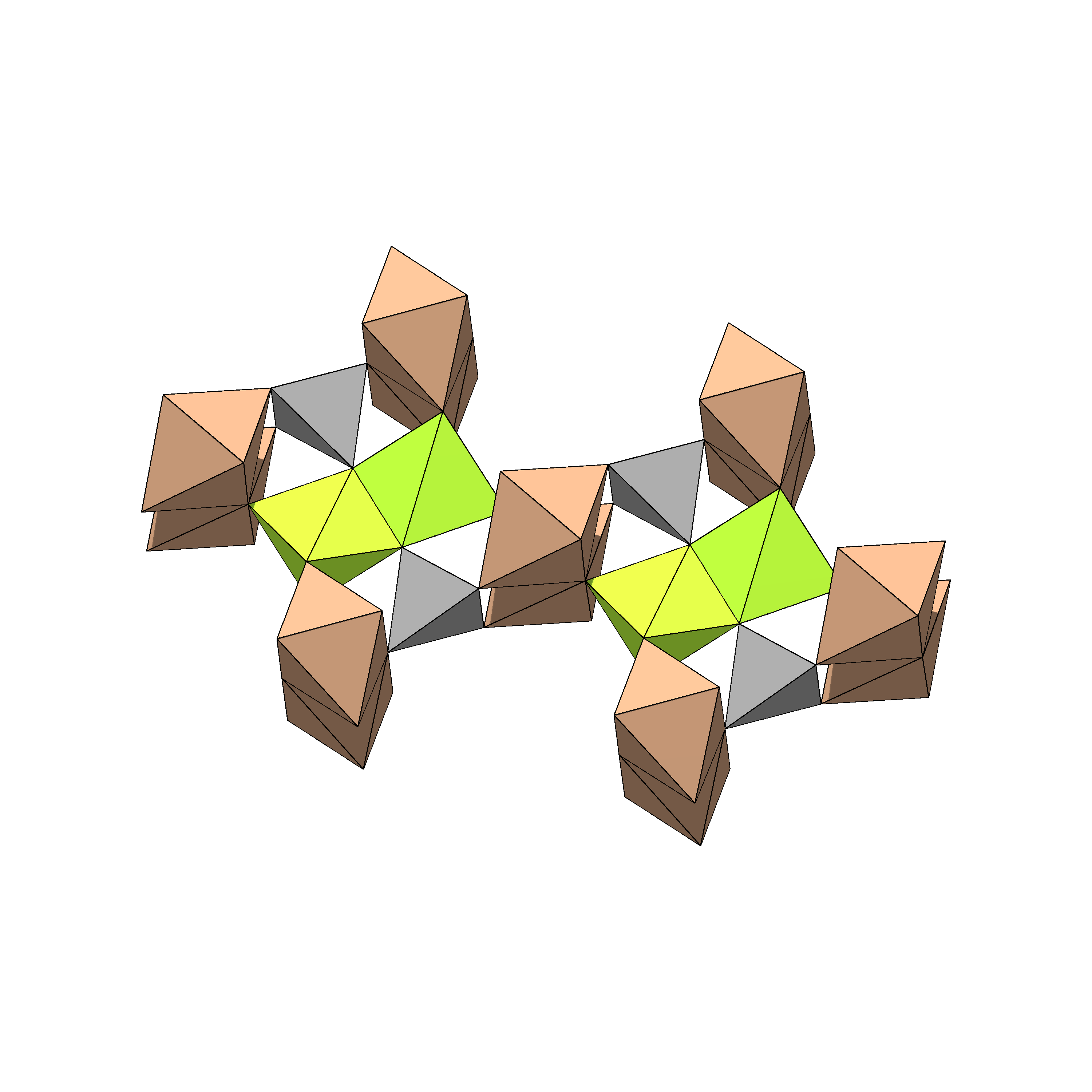
Struktur von Andalusit
grau: Tetraederposition
grün: Dimere aus kantenverknüpften trigonalen Bipyramiden
braun: Ketten kantenverknüpfter Oktaeder

Andalusit kristallisiert mit orthorhombischer Symmetrie der Raumgruppe Pnnm (Raumgruppen-Nr. 58) und vier Formeleinheiten pro Elementarzelle. Die Gitterparameter nehmen mit dem Einbau von Fe3+ und Mn3+ zu. Aus dieser Abhängigkeit wurden die Gitterparameter a = 7,7923(3) Å, b = 7,8965(2) Å und c = 5,5534(4) Å für reinen Andalusit extrapoliert.
Silicium besetzt die Punktlage mit den Lageparametern (x y 0) und ist von vier Sauerstoffanionen umgeben, die die Ecken eines Tetraeders bilden, in dessen Zentrum sich das Kation befindet. Über alle vier Ecken sind diese Tetraeder mit benachbarten Oktaedern verknüpft.
Aluminium besetzt zwei Positionen mit unterschiedlicher Koordinationszahl. Auf der Punktlage mit den Lageparametern (0 0 z) ist Aluminium von sechs Sauerstoffanionen umgeben, die die Ecken eines Oktaeders bilden, in dessen Zentrum sich das Kation befindet. Diese AlO6-Oktaeder sind über gemeinsame Kannten zu endlosen Ketten verknüpft, die parallel zur kristallographischen c-Achse verlaufen.
Auf der Punktlage mit den Lageparametern (x y 1/2) ist Aluminium von fünf Sauerstoffanionen umgeben, die die Ecken einer dreiseitigen Bipyramide bilden, in dessen Inneren sich das Kation befindet. Jeweils zwei der AlO5-Bipyramiden sind über eine gemeinsame Kannte verknüpft.
Die AlO6-Oktaederketten sind mit den SiO4-Tetraedern über dessen Ecken (gemeinsame Sauerstoffionen) zu einem Alumosilikatgerüst verbunden, in dessen Hohlräumen die AlO5-Doppelgruppen (Dimere) liegen. Diese sind mit ihrer gemeinsamen Kannte mit Ecken der SiO4-Tetraeder verknüpft und über Ecken an den Enden des Dimers mit den AlO6-Oktaederketten.

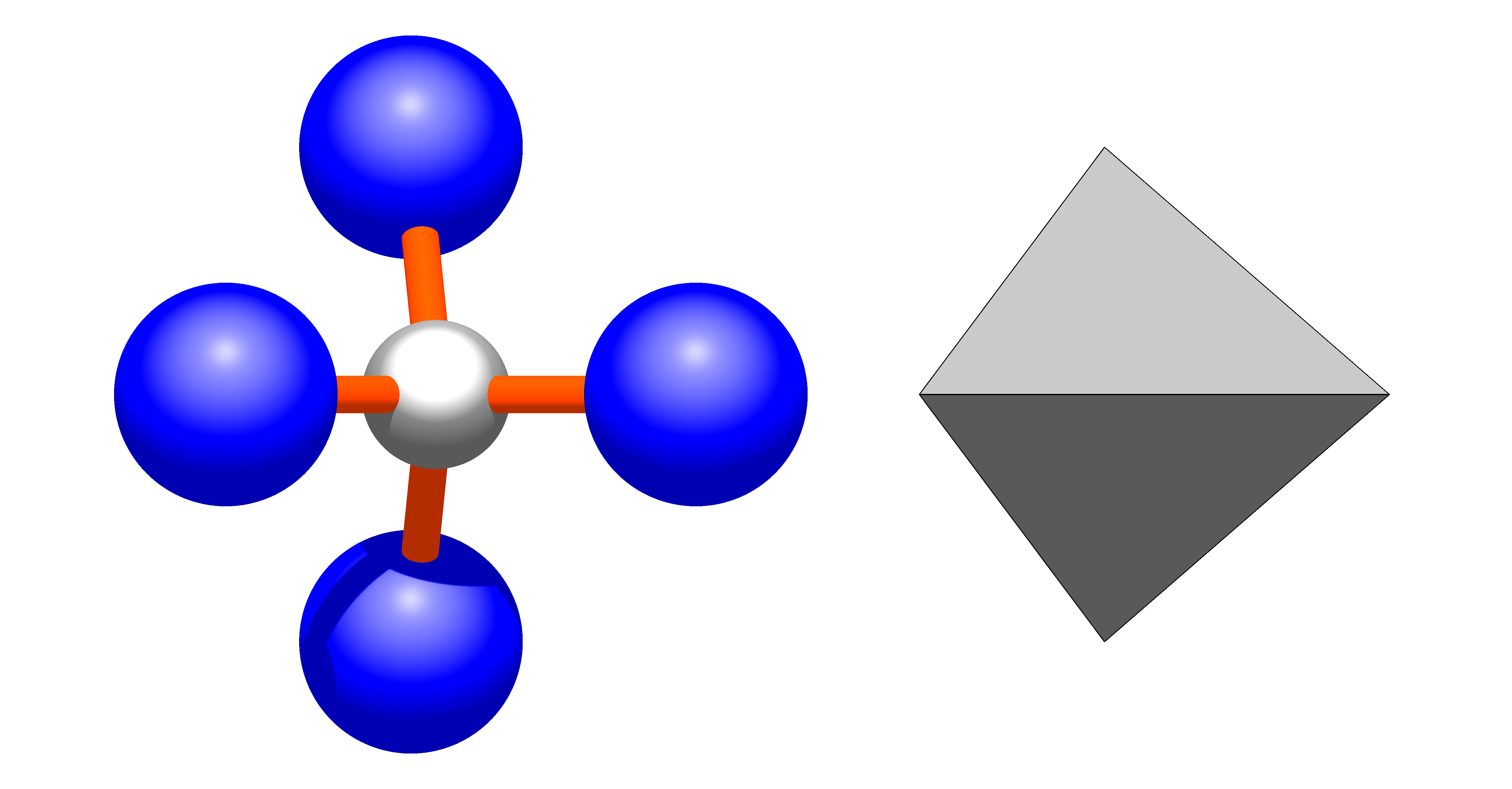
Andalusitstruktur: 4-fach koordinierte Position Links: Kation (grau) umgeben von 4 Anionen (blau) Rechts: Koordinationstetraeder
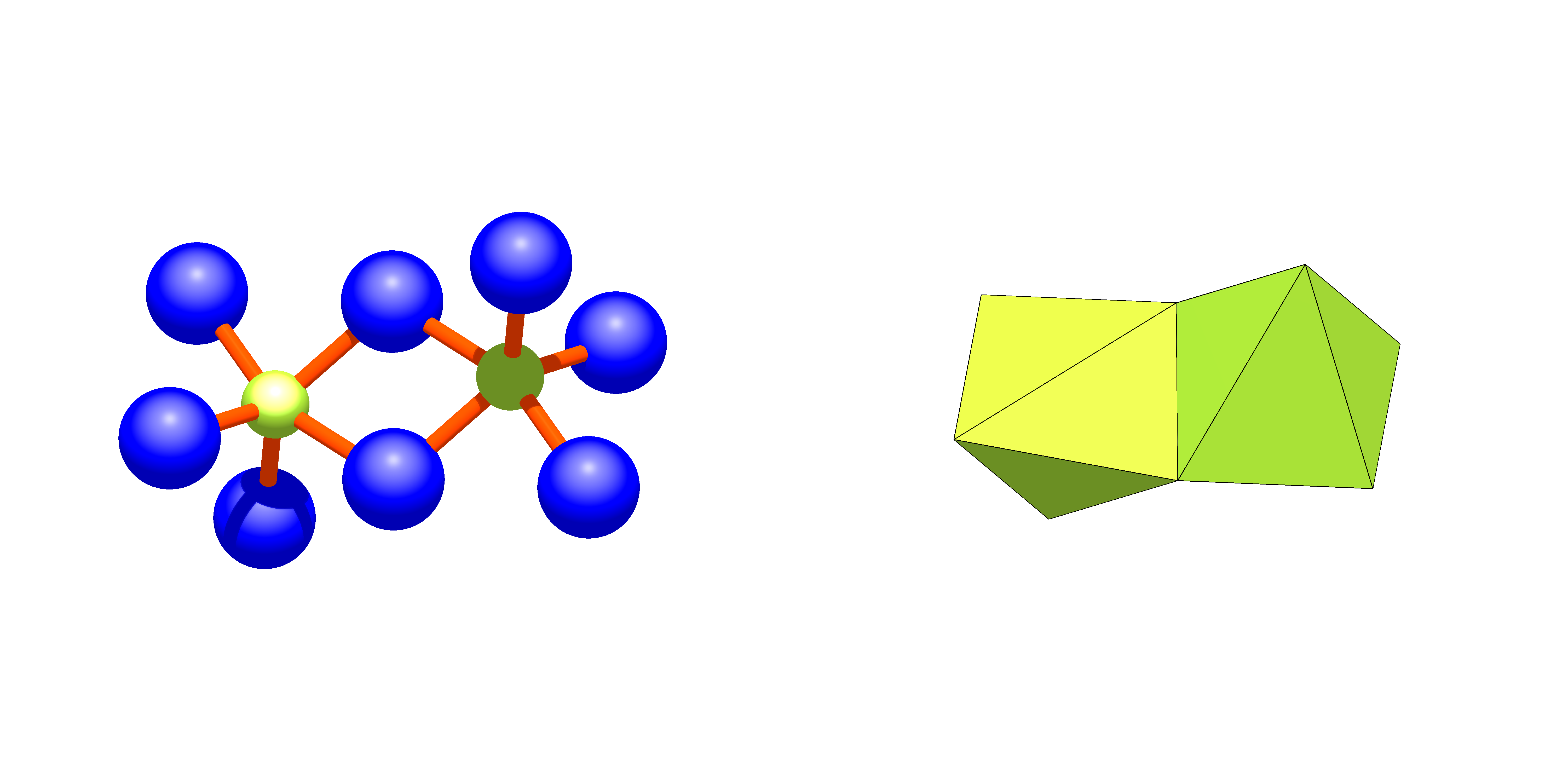
Andalusitstruktur: 5-fach koordinierte Position Links: Kation (grün) umgeben von 5 Anionen (blau) Rechts: Koordinationspolyeder
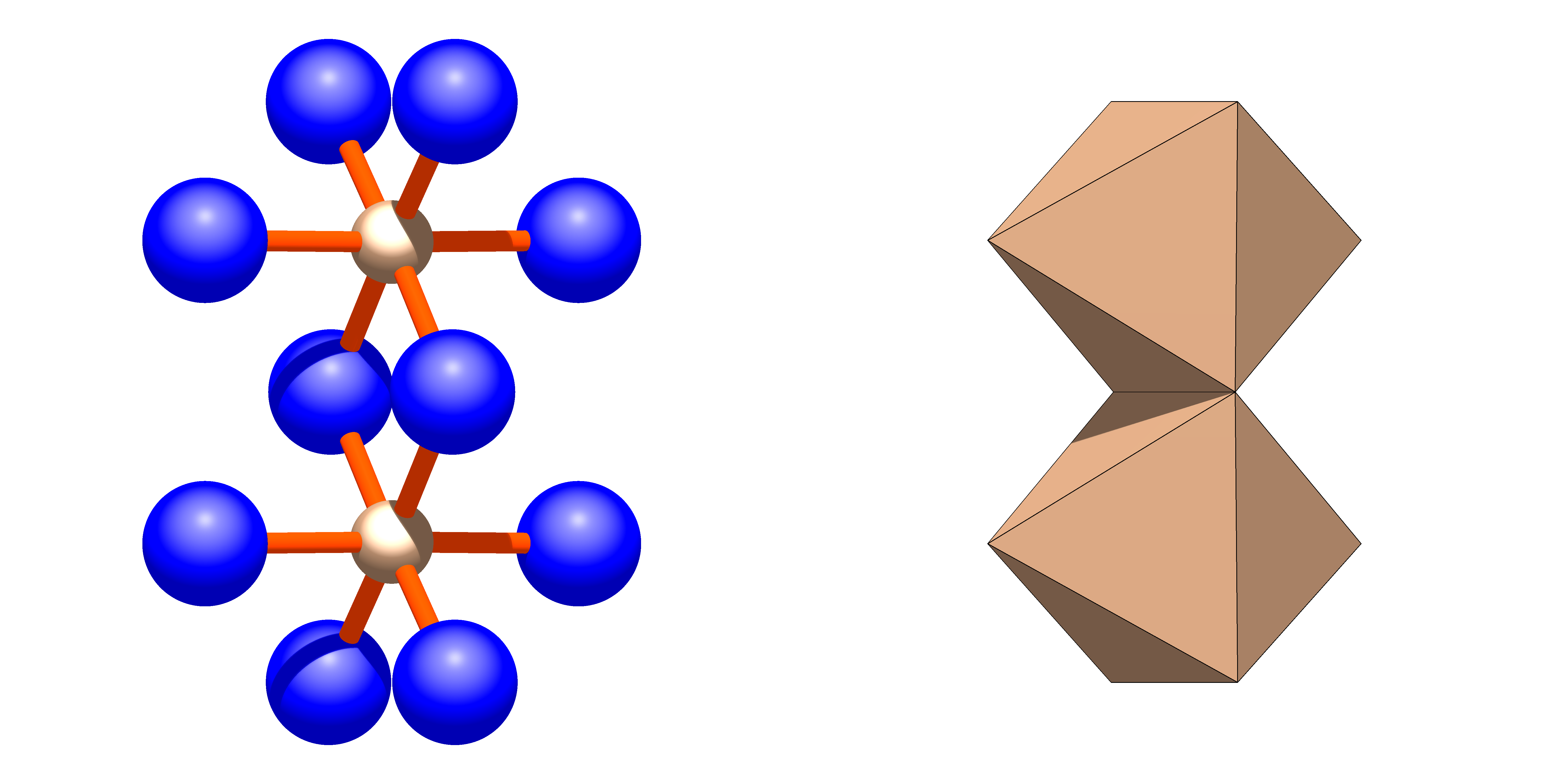
Andalusitstruktur: 6-fach koordinierte Position Links: Kation (braun) umgeben von 6 Anionen (blau) Rechts: Koordinationsoktaeder

## Modifikationen und Varietäten

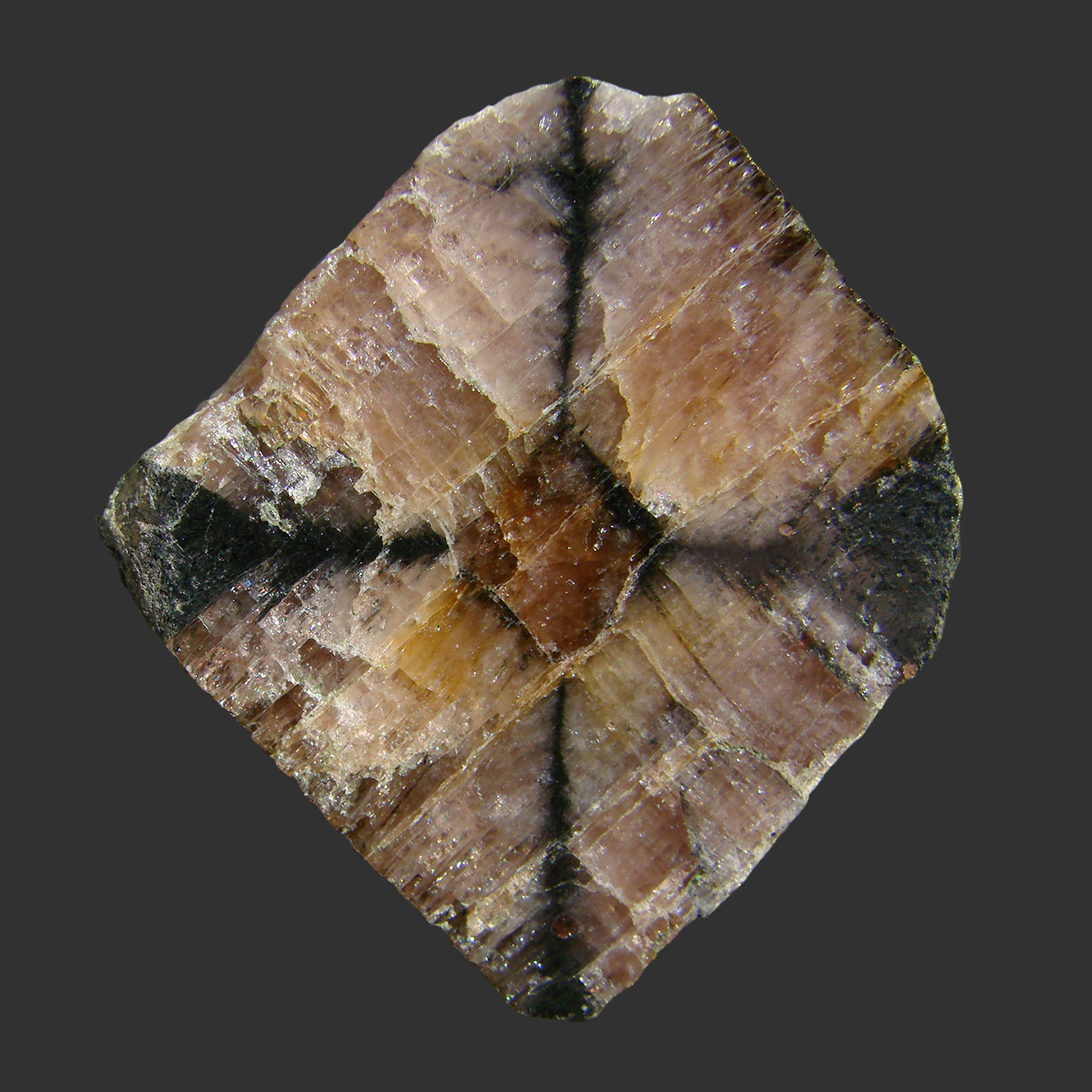
Chiastolith

Neben Andalusit sind Kyanit (Disthen), der sich vor allem bei hohen Drucken bildet, und Sillimanit als Hochtemperaturphase weitere Modifikationen des Alumosilikates.
An Varietäten sind vor allem der grau-schwarze Chiastolith (Kreuzstein), der durch sein aus Graphit-Einlagerungen und kohligen Einschlüssen bestehendes schwarzes Kreuz auffällt, sowie der durch Einlagerung von Eisen- und Mangan-Ionen grün gefärbte Viridin.
Chrysanthemenstein ist dagegen ein blütenförmiges bis blätterförmiges Mineral-Aggregat, wobei die hellen Andalusit-Kristalle in einer dunklen (meist schwarzen) Matrix eingebettet sind.

## Bildung und Fundorte
Andalusit bildet sich unter niedrigem Druck durch thermische Metamorphose in metamorphem Gesteinen wie etwa Hornfels. Daneben findet sich das Mineral auch in Pegmatiten, manchmal sogar als Schmuckstein und gelegentlich auch in Mineralseifen in Flusssedimenten. Begleitminerale sind unter anderem Kyanit, Sillimanit, Cordierit, Korund, Granate, Turmaline und verschiedene Glimmer.
Bekannte Fundorte für Andalusit sind unter anderem Bimbowrie in Australien, Morro do Chapeú/Bahia in Brasilien, Darmstadt sowie Gefrees im Fichtelgebirge in Deutschland und die Alpe Lisens bei Sellrain in Österreich.

## Verwendung

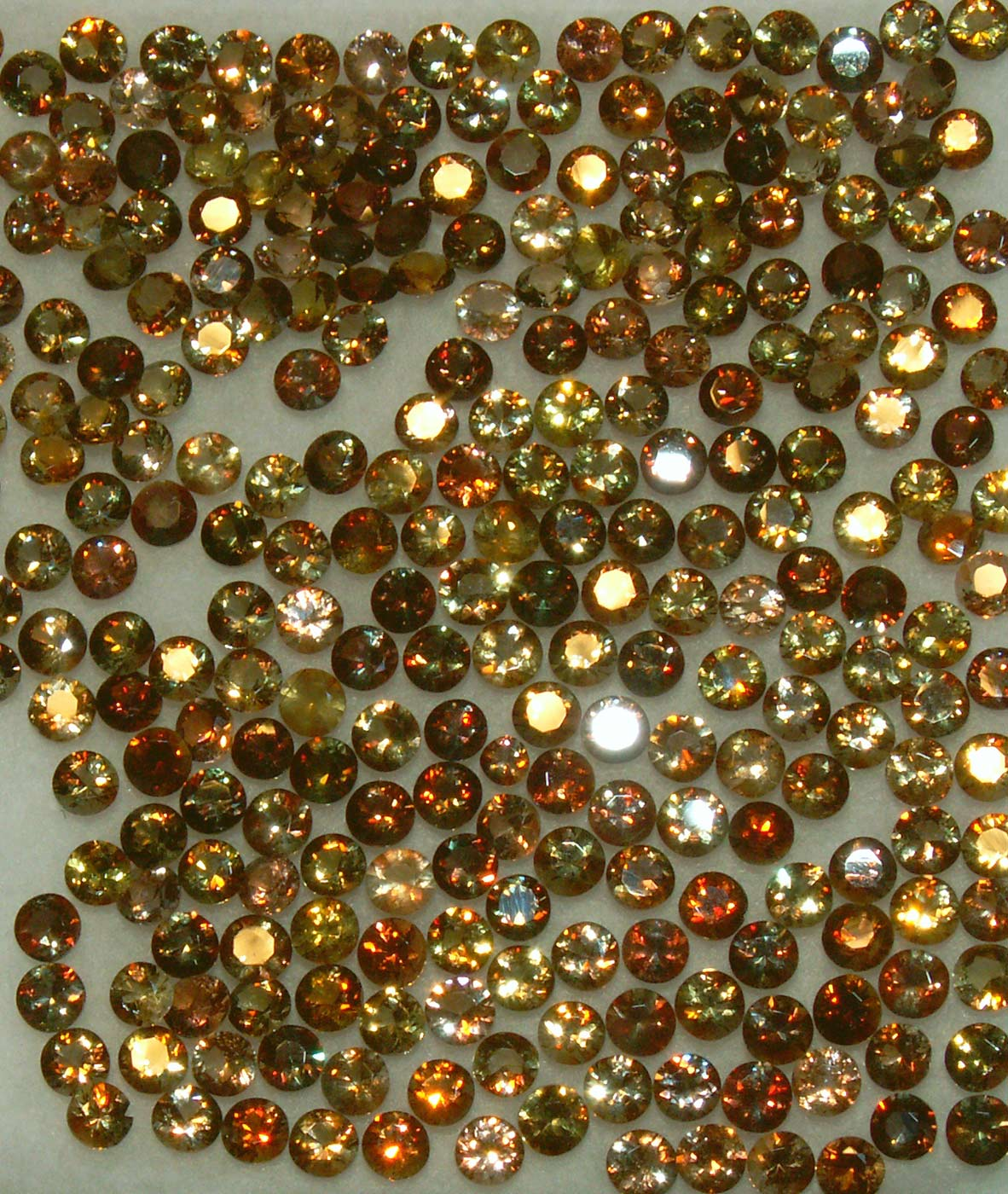
Andalusit-Schmucksteinkollektion im Facettenschliff

### Als Rohstoff
Andalusit findet in der Porzellan-Herstellung und bei der Produktion feuerfester Bau- und Werkstoffe Verwendung. Im Gegensatz zu anderen natürlichen Rohstoffen wie z. B. Kyanit und Sillimanit braucht Andalusit vor der Nutzung als feuerfester Werkstoff keinen Vorbrand, da er nur eine relativ geringe Volumendehnung von 3 bis 5 % hat.

### Als Schmuckstein
Durchsichtige Andalusite von Schmucksteinqualität werden nur selten gefunden und sind daher entsprechend wertvoll. Bei der Wahl des Schliffes muss sein deutlicher bis starker Pleochroismus beachtet werden, um ein optimales Farbergebnis zu erzielen.